# Phumosia currani
Phumosia currani är en tvåvingeart som beskrevs av Zumpt och Stimie 1965. Phumosia currani ingår i släktet Phumosia och familjen spyflugor. Inga underarter finns listade i Catalogue of Life.